# صومعه مترجمان، نوراکرت
صومعه مترجمان، نوراکرت (ارمنی: Թարգմանչաց վանք (Նորակերտ)) یک کلیسا متعلق به کلیسای حواری ارمنی واقع در شهر نوراکرت، جمهوری خودمختار نخجوان جمهوری آذربایجان می‌باشد. ساخت و ساز این ساختمان در سده ۱۷ام میلادی به پایان رسید. این بنا به سبک معماری ارمنی طراحی شده‌است.